# Boris Gaganelov
Boris Atanasov Gaganelov (en búlgaro: Борис Атанасов Гаганелов; Pétrich, 7 de octubre de 1941-Sofía, 5 de junio de 2020) fue un futbolista y entrenador búlgaro.

## Carrera deportiva
Fue 51 veces internacional con la selección de fútbol de Bulgaria entre 1963 y 1970. Participó en la Copa Mundial de Fútbol de 1966 en Inglaterra y en la Copa Mundial de Fútbol de 1970 en México.
Falleció en Sofia a los setenta y ocho años el 5 de junio de 2020.

## Clubes

### Como jugador
| Club              | País     | Año         |
| ----------------- | -------- | ----------- |
| Belasitsa Petrich | Bulgaria | 1957 a 1960 |
| PFC CSKA Sofía    | Bulgaria | 1960 a 1974 |

## Títulos

### CSKA Sofía
- 7 Primeras Ligas: 1960–61, 1961–62, 1965–66, 1968–69, 1970–71, 1971–72 y 1972–73.
- 6 Copas de Bulgaria: 1961, 1965, 1969, 1972, 1973 y 1974.